# Гантінгтон-Стейшен (Нью-Йорк)
Гантінгтон-Стейшен (англ. Huntington Station) — переписна місцевість (CDP) в США, в окрузі Саффолк штату Нью-Йорк. Населення — 34 878 осіб (2020).

## Географія
Гантінгтон-Стейшен розташований за координатами 40°50′40″ пн. ш. 73°24′17″ зх. д. / 40.84444° пн. ш. 73.40472° зх. д. (40.844488, -73.404812).  За даними Бюро перепису населення США в 2010 році переписна місцевість мала площу 14,19 км², з яких 14,18 км² — суходіл та 0,01 км² — водойми.

## Демографія
Згідно з переписом 2010 року, у переписній місцевості мешкало 33 029 осіб у 10 067 домогосподарствах у складі 7449 родин. Густота населення становила 2328 осіб/км².  Було 10523 помешкання (742/км²).
Расовий склад населення:
| - 64,0 % — білих - 10,9 % — чорних або афроамериканців - 3,5 % — азіатів - 0,6 % — корінних американців - 16,4 % — осіб інших рас |

До двох чи більше рас належало 4,6 %. Частка іспаномовних становила 36,7 % від усіх жителів.
За віковим діапазоном населення розподілялося таким чином: 24,7 % — особи молодші 18 років, 65,3 % — особи у віці 18—64 років, 10,0 % — особи у віці 65 років та старші. Медіана віку мешканця становила 35,4 року. На 100 осіб жіночої статі у переписній місцевості припадало 104,4 чоловіків;  на 100 жінок у віці від 18 років та старших — 102,5 чоловіків також старших 18 років.
Середній дохід на одне домашнє господарство  становив 93 294 долари США (медіана — 73 591), а середній дохід на одну сім'ю — 97 830 доларів (медіана — 82 531). Медіана доходів становила 47 034 долари для чоловіків та 47 184 долари для жінок. За межею бідності перебувало 15,2 % осіб, у тому числі 20,1 % дітей у віці до 18 років та 7,7 % осіб у віці 65 років та старших.
Цивільне працевлаштоване населення становило 16 857 осіб. Основні галузі зайнятості: освіта, охорона здоров'я та соціальна допомога — 22,7 %, науковці, спеціалісти, менеджери — 14,5 %, роздрібна торгівля — 11,9 %, мистецтво, розваги та відпочинок — 10,4 %.